# 윌리엄 윈덤

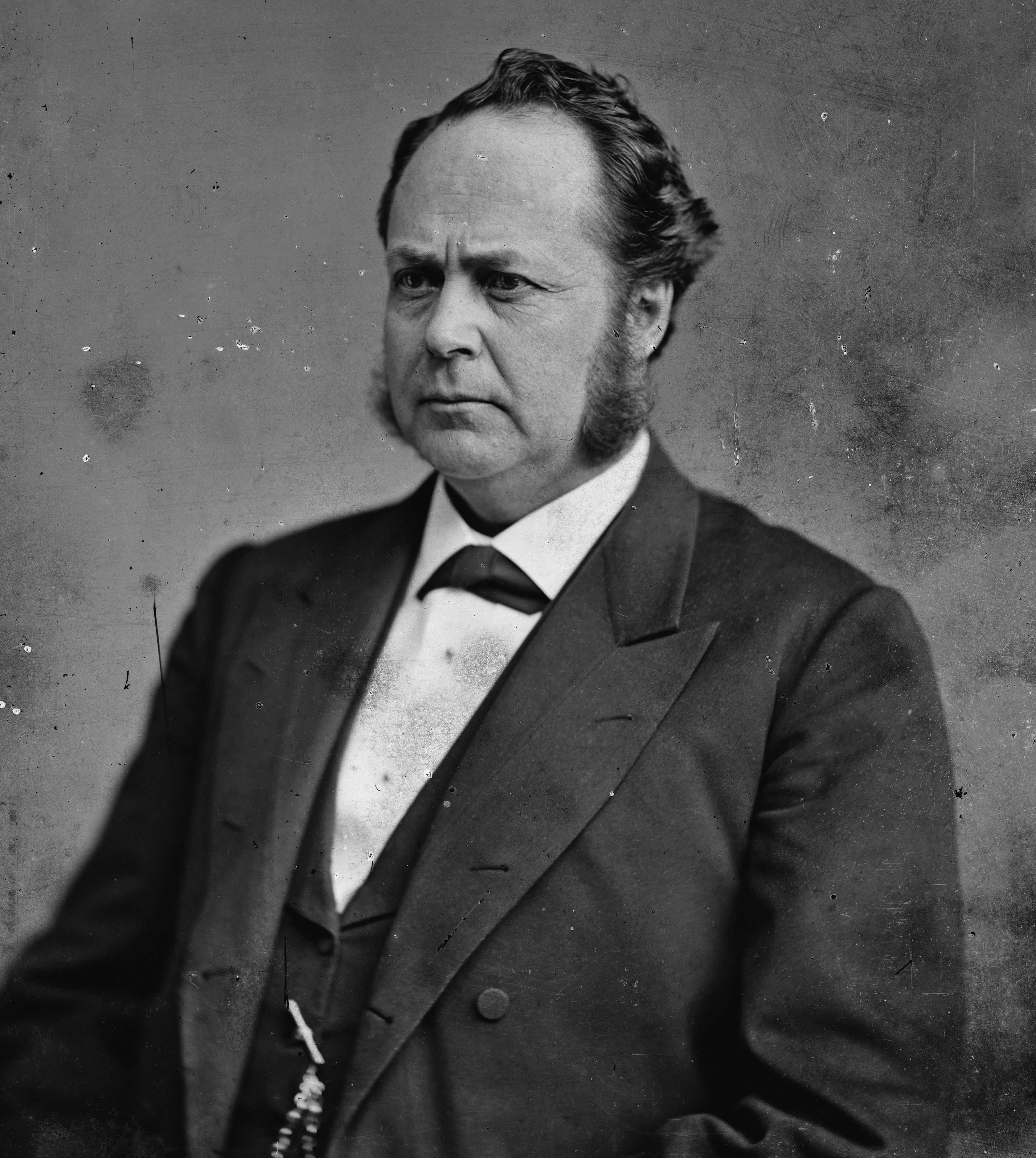
윌리엄 윈덤

윌리엄 윈덤(William Windom, 1827년 5월 10일 ~ 1891년 1월 29일)은 미국의 정치인이다. 미네소타의 공화당원으로서 미국 의회의 하원의원과 상원의원을 역임하였다. 제임스 가필드 대통령과 체스터 아서 대통령 아래에서 제33대 재무장관을, 벤저민 해리슨 대통령 아래에서 제39대 재무장관을 역임했다. 20세기 후반에 활약한 동명의 미국 배우의 증조부이기도 하다.

## 역대 선거 결과
| 선거명      | 직책명                         | 대수 | 정당   | 득표율  | 득표수   | 결과 | 당락                     |
| ----------- | ------------------------------ | ---- | ------ | ------- | -------- | ---- | ------------------------ |
| 1859년 선거 | 하원의원 (미네소타 광역선거구) | 36대 | 공화당 | 27.10%  | 21,016표 | 2위  | 미네소타주 하원의원 당선 |
| 1860년 선거 | 하원의원 (미네소타 광역선거구) | 37대 | 공화당 | 31.51%  | 22,165표 | 2위  | 미네소타주 하원의원 당선 |
| 1862년 선거 | 하원의원 (미네소타 제1선거구)  | 38대 | 공화당 | 58.18%  | 7,449표  | 1위  | 미네소타주 하원의원 당선 |
| 1864년 선거 | 하원의원 (미네소타 제1선거구)  | 39대 | 공화당 | 60.57%  | 13,965표 | 1위  | 미네소타주 하원의원 당선 |
| 1866년 선거 | 하원의원 (미네소타 제1선거구)  | 40대 | 공화당 | 63.51%  | 13,961표 | 1위  | 미네소타주 하원의원 당선 |
| 1870년 선거 | 상원의원 (미네소타 제2부)      | 41대 | 공화당 | 100.00% | 1표      | 1위  | 미네소타주 상원의원 당선 |
| 1870년 선거 | 상원의원 (미네소타 제2부)      | 42대 | 공화당 | 100.00% | 1표      | 1위  | 미네소타주 상원의원 당선 |
| 1876년 선거 | 상원의원 (미네소타 제2부)      | 45대 | 공화당 | 100.00% | 1표      | 1위  | 미네소타주 상원의원 당선 |